# Anoecia zirnitsi
Anoecia zirnitsi är en insektsart som beskrevs av Alexandre Mordvilko 1935. Enligt Catalogue of Life ingår Anoecia zirnitsi i släktet Anoecia och familjen långrörsbladlöss, men enligt Dyntaxa är tillhörigheten istället släktet Anoecia och familjen gräsrotbladlöss. Enligt den finländska rödlistan är arten nära hotad i Finland. Arten är reproducerande i Sverige. Artens livsmiljö är åsmoskogar. Inga underarter finns listade i Catalogue of Life.